# 埃沙朗 (弗里堡州)
埃沙朗是瑞士的城鎮，位於該國西部，由弗里堡州負責管轄，面積4.63平方公里，海拔高度716米，2011年人口734，八成人口信奉羅馬天主教，人口密度每平方公里159人。